# Cytisus multiflorus
Espèce
Classification phylogénétique
Synonymes
- Chamaecytisus elongatus (Waldst. & Kit.) Link[2]
- Cytisus lusitanicus Willk.[3]
- Genista alba Lam.[3]
- Genista madagascariensis Baker[3]
- Spartium multiflorum L'Her.[3]

Cytisus multiflorus, nommé le cytise blanc, est une espèce de plantes à fleurs de la famille des Fabaceae et du genre Cytisus. C'est un arbuste trouvé dans la Péninsule Ibérique.

## Description
Cytisus multiflorus est un arbuste atteignant 1,5 m de hauteur, avec un éventail en forme de balai de nombreuses branches flexibles à cinq angles. Les feuilles apparaissent principalement sur les branches inférieures, chacune composée de trois folioles. Certaines feuilles poussent sur les branches supérieures ; celles-ci sont généralement constituées d'un seul dépliant. Chaque foliole mesure moins d'un centimètre de long et peut être de forme linéaire à oblongue et recouverte de poils argentés doux.
La fleur blanche, semblable à un pois, mesure jusqu'à 1 cm de long et est souvent marquée d'une traînée rose foncé près de la base. Le fruit est une gousse de légumineuse velue pouvant atteindre 3 cm de long. Les gousses noircissent avec l'âge et se déhiscent de manière explosive pour libérer leurs quatre à six graines loin de la plante mère.

## Répartition
Cytisus multiflorus est originaire de la péninsule ibérique, particulièrement fréquent dans la moitié ouest du centre et du nord du Portugal et du centre et du nord-ouest de l'Espagne.

## Plante envahissante
Cytisus multiflorus  est une espèce introduite sur d'autres continents, notamment en Australie et en Amérique du Nord, où elle est considérée comme une mauvaise herbe dans les terres agricoles et une espèce envahissante dans les habitats naturels. Elle fut introduite pour la première fois comme arbuste ornemental pour ses fleurs blanches prolifiques. Elle est encore parfois cultivée et vendue à des fins d'aménagement paysager malgré son statut de plante nuisible. Elle élimine les espèces herbacées et ligneuses.

## Parasite
La fleur a pour parasite Odontothrips loti (sv), Thrips flavus (sv), Aphis cytisorum (sv). Le fruit a pour parasite Bruchidius lividimanus, Exapion fuscirostre, Asphondylia sarothamni. La feuille a pour parasite Heterogynis cynetis, Heterogynis paradoxa (en), Heterogynis penella (de), Gonioctena olivacea, Exapion putoni, Exapion laufferi. Le bourgeon de la feuille a pour parasite Asphondylia cytisi (sv), Janetiella maculata (sv), Asphondylia sarothamni. La racine a pour parasite Andrion regensteinense (de). La tige a pour parasite Dasineura trotteri (sv), Phyllonorycter estrela (en), Phyllonorycter scopariella.